# 832

## Hlavy státu
- Morava – Mojmír I.
- Papež – Řehoř IV.
- Anglie
  - Wessex a Kent – Egbert
  - Mercie – Wiglaf
- Franská říše – Ludvík I. Pobožný + Lothar I. Franský
- První bulharská říše – Malamir
- Byzanc – Theofilos
- Svatá říše římská – Ludvík I. Pobožný + Lothar I. Franský